# Буряков, Сергей Константинович
Сергей Константинович Буряков (29 марта 1972, Лиман) — российский деятель высшего образования в системе МВД России, генерал-майор полиции, кандидат политических наук. Начальник Омской академии МВД России.

## Биография
Родился 29 марта 1972 года в посёлке Лиман Лиманского района Астраханской области.
- 1994 год — окончание физико-математический факультет Астраханского государственного педагогического института имени С. М. Кирова по специальности «физика, с дополнительной специальностью физическая культура».
- 1995 год — 2007 год — работа в Астраханской специальной средней школе милиции МВД России последовательно инспектором, заместителем начальника отдела кадров, начальником отдела кадров.
- 2007 год — 2009 год — заместитель начальника Астраханского филиала Краснодарского университета МВД России по кадрам и воспитательной работе.
- 2009 год — 2015 год — начальник Астраханского филиала Краснодарского университета МВД России, в дальнейшем начальник Астраханского суворовского военного училища МВД России, образованного на базе филиала.
- 2010 год — окончание Академии управления МВД России по специальности «юриспруденция».
- 2013 год — защита диссертации на соискание учёной степени кандидата политических наук под руководством доктора политических наук, профессора Рафика Хамматовича Усманова. Оппонентами на защите выступали доктора политических наук, профессора Арбахан Курбанович Магомедов и Галина Викторовна Станкевич.
- 2015 год — 2016 год — заместитель начальника Омской академии МВД России по работе с личным составом.
- 2016 год — 2019 год — начальник Барнаульского юридического института МВД России[1][2][3].
- С 2019 года — начальника Омской академии МВД России[4].
- 11 июня 2020 года — присвоено звание генерал-майор полиции[5].

Женат, воспитывает сына и дочь.
Входит в Состав совета ректоров вузов Омска. В сферу научных интересов С. К. Бурякова входит вопросы государственной политики в сфере образования. Является автором более 30 научных работ.

## Награды
- Медаль «За доблесть в службе»
- Медаль «За отличие в службе» I, II и III степени
- Медаль «200 лет МВД России»
- Нагрудный знак «Почётный сотрудник МВД»
- Нагрудный знак «200 лет МВД России»
- Наградное оружие (пистолет Макарова, кортик МВД)

## Основные публикации
Авторефераты диссертаций
- Буряков С. К. Государственная политика и управление процессом модернизации российского образования. Автореф. дис. … канд. полит. наук. — Астрахань: Астраханский государственный университет; ООО «Альфа-Принт», 2013. — 23 с. — 100 экз.

Монографии, учебные пособия
- Буряков С. К. Проблемы и тенденции современных процессов государственной политики российского образования: монография / ред. Р. Х. Усманов. — М.: Экон-Информ, 2014. — 152 с. — 500 экз. — ISBN 978-5-9506-1138-4.
- Бойко О. А., Буряков С. К., Такелло Г. Э. Организация работы отдела морально-психологического обеспечения образовательной организации МВД России по правовому консультированию и правовому информированию школьников в сфере виктимологической безопасности: учебно-методическое пособие. — Омск: Издательство Омской академии МВД России, 2017. — 58 с.
- Алеева Ю. В., Брейтигам Э. К., Буряков С. К. и др. Современные проблемы непрерывного педагогического образования: коллективная монография / ред. А. А. Веряев, И. Р. Лазаренко. — Барнаул: Издательство АлтГПУ, 2018. — 345 с. — 500 экз. — ISBN 978-5-88210-923-2.

Статьи
- Буряков С. К. Институт образования как фактор модернизации современной России // Социально-гуманитарные знания : научный журнал. — 2011. — № 12. — С. 63—67. — ISSN 0869-8120.
- Буряков С. К. Коррупционные этюды в период классообразования (этносоциологические аспекты) // Историко-правовые аспекты регулирования коррупции в России. Материалы региональной интернет-конференции. Армавир, 17 февраля 2011 года : сборник. — 2011. — С. 10—17.
- Буряков С. К. «Образование» как категория современной политической науки // Социально-гуманитарные знания : научный журнал. — 2012. — № 12. — С. 238—247. — ISSN 0869-8120.
- Буряков С. К. Пути и факторы государственного регулирования российского образования: современная практика, проблемы и тенденции // Каспийский регион: политика. экономика, культура : научный журнал. — 2013. — № 3 (36). — С. 110—118. — ISSN 1818-510X.
- Буряков С. К. Подготовка участковых уполномоченных полиции в системе непрерывного профессионального образования // Материалы Всероссийской научно-практической конференции «Служба участковых уполномоченных полиции: вчера, сегодня, завтра… (К 95-летию образования)», Барнаул, 16 ноября 2018 года : сборник. — 2018. — С. 16—18. — ISBN 978-5-94552-347-0.
- Буряков С. К. Педагогический контроль образовательного процесса как фактор оптимизации профессиональной подготовки специалистов для органов внутренних дел // Психопедагогика в правоохранительных органах : научный журнал. — 2019. — № 1 (76). — С. 80—86. — ISSN 1999-6241. — doi:10.24411/1999-6241-2019-11012.
- Буряков С. К. К столетию Омской академии МВД России // Научный вестник Омской академии МВД России : научный журнал. — 2020. — № 2 (77). — С. 2. — ISSN 1999-625X.
- Буряков С. К., Филимонов А. Г. Природа русского государства и процесс демократических преобразований // Каспийский регион: политика. экономика, культура : научный журнал. — 2020. — № 2 (63). — С. 43—49. — ISSN 1818-510X. — doi:10.21672/1818-510X-2020-63-2-043-049.